# Leona Krištofová
Leona Krištofová, po mężu Jankowska (ur. 5 października 1977 w Bruntálu) – czeska koszykarka występująca na pozycjach silnej skrzydłowej lub środkowej, posiadająca także polskie obywatelstwo, wielokrotna medalistka mistrzostw Polski oraz Czech.

## Osiągnięcia

### Drużynowe
- Wicemistrzyni:
  - Czech (1999, 2000)
  - Słowacji (2002)
  - Polski (2003)
- Brązowa medalistka mistrzostw Polski (2004, 2006)
- Finalistka Pucharu Polski (2004)

Indywidualne
- Uczestniczka meczu gwiazd PLKK (2003, 2004)[2][3]
- Liderka w średniej bloków I ligi (2015 – 1,78)[4]